# Haverö strömmar
Haverö strömmar är ett naturskyddsområde som utgörs av den cirka 8 kilometer långa sträcka av strömmande vatten som rinner från Kyrksjön till Holmsjön i Ånge kommun.  Reservatet bildades år 1991 och omfattar totalt 485 hektar, varav 435 hektar vatten. Området rymmer förutom naturvärden också en kulturhistoriskt värdefull kvarnbyggnad från mitten av 1800-talet.

## Galleri

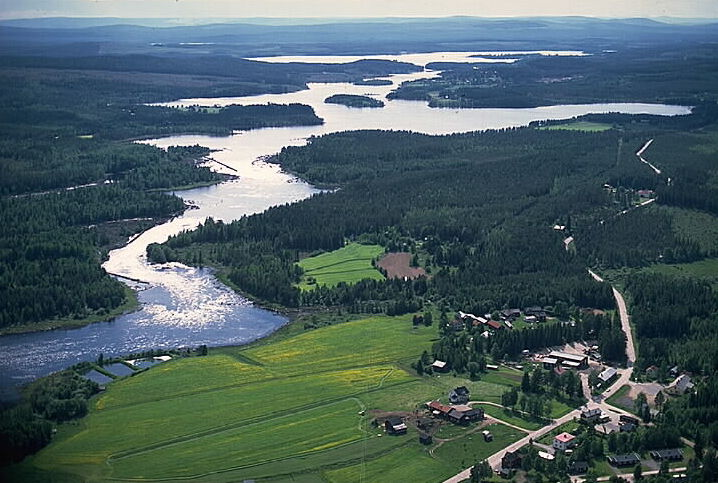
Flygfoto över strömmarna från 1988. Närmast i bild syns Kölsillre.
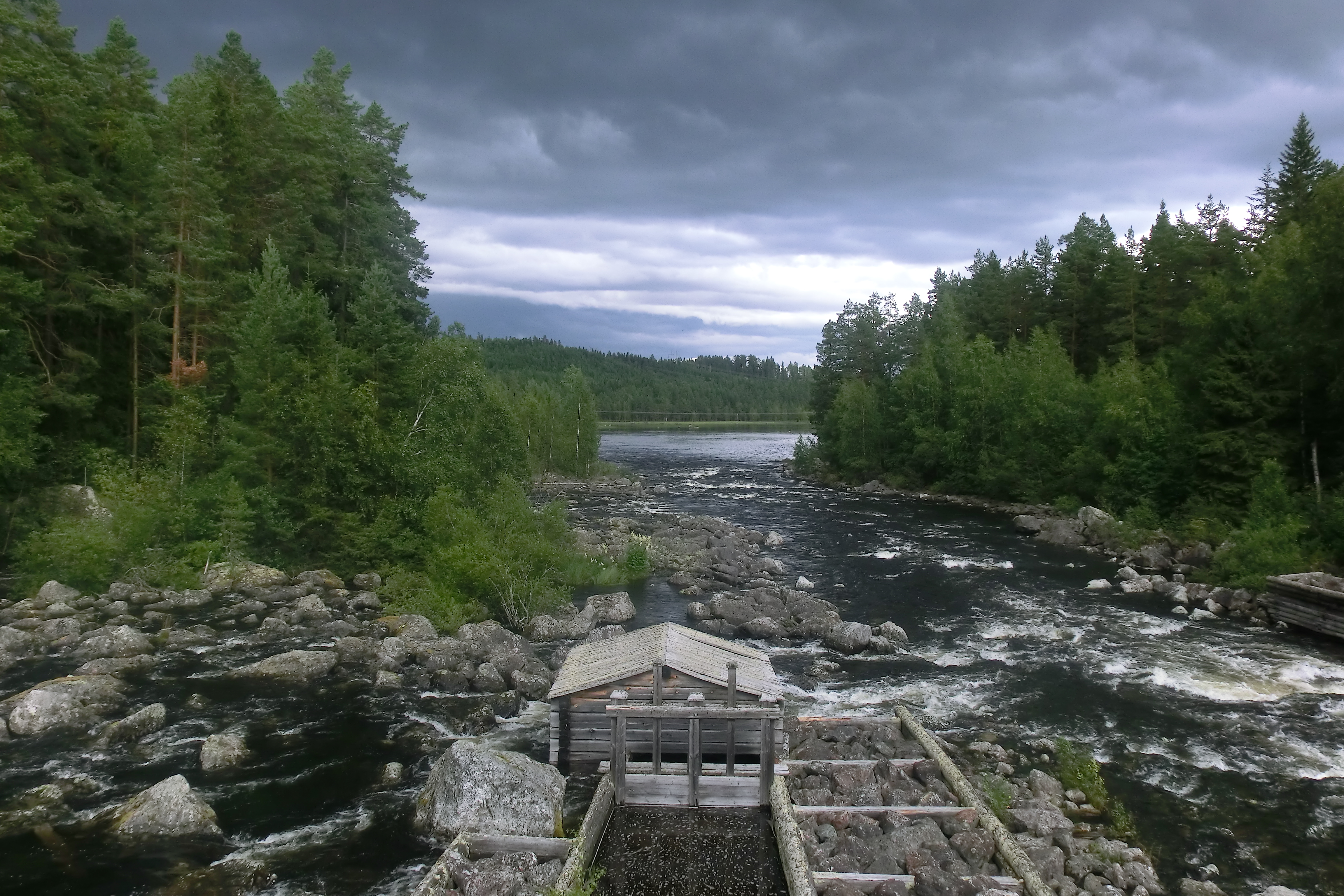
Kvarnströmmen.